# 梅米特·奥库
梅米特·奥库（土耳其語：Mehmet Okur，1979年5月26日—），又譯為穆罕默德-歐庫爾，土耳其职业篮球运动员，退役的NBA球員。
梅米特·奥库原先在土耳其本土球队安纳托利亚艾菲斯篮球俱乐部效力，而且協助土耳其22歲以下國家隊奪得1997年世界冠軍，又協助布尔萨托法斯俱乐部（Tofas Bursa）奪得1999年土耳其聯賽冠軍。
奥库參加2001年NBA選秀，被底特律活塞在第二轮选中，加盟後次年就随活塞队夺得了NBA总冠军。及後以6年5千萬美元的合同加盟了犹他爵士，司职球队的正選中锋，由於傷患較少，成為隊中於安德烈·基里連科及卡羅斯·布澤爾傷患期間的主力球員，奥库中远距离投篮十分精准，经常帮助球队投出压哨或绝杀的远投。

## NBA生涯

### 底特律活塞時代
奥库在2001年NBA選秀被底特律活塞在第二輪第38名選中，在2003年及2004年效力活塞隊時，他協助底特律活塞擊敗洛杉磯湖人贏得2004年NBA的總冠軍，他是第一個奪得NBA總冠軍的土耳其球員。
由於薪酬上限，活塞隊決定放棄他，他跟猶他爵士簽署6年5000萬美元合約。

### 犹他爵士時代
身高2.11米的奥库於加盟爵士隊後作為一中鋒，但這名內線球員經常走到外線投射三分球，而罰球命中率亦高達80%）。加盟首季他上陣所有82場比賽。第二季由於隊友卡羅斯·布澤爾、安德烈·基里連科受傷患困擾，奥库成為隊中主力，平均得到18分，較上一季12.9上漲達5分。而他亦成為聯盟中最佳進步球員的大熱人選。

### 明星賽
他於2007年首次入選NBA明星賽陣容。他與雷·阿倫分別代替受傷而避戰的阿倫·艾佛遜及史蒂夫·納什。奥库成為第一位參加NBA明星賽的土耳其球員。該場比賽中他上陣14分鐘，得到4分、2籃板、1助攻。

### 生涯統計
| 年份    | 球隊         | MPG  | PPG  | APG | RPG | SPG | BPG |
| ------- | ------------ | ---- | ---- | --- | --- | --- | --- |
| 2002-03 | 底特律活塞隊 | 19.0 | 6.9  | 1.0 | 4.7 | .35 | .54 |
| 2003-04 | 底特律活塞隊 | 22.3 | 9.6  | 1.0 | 5.9 | .51 | .89 |
| 2004-05 | 犹他爵士隊   | 28.1 | 12.9 | 2.0 | 7.5 | .39 | .83 |
| 2005-06 | 犹他爵士隊   | 35.9 | 18.0 | 2.4 | 9.1 | .49 | .89 |
| 2006-07 | 犹他爵士隊   | 33.9 | 18.4 | 2.0 | 7.2 | .50 | .60 |

- MPG：场均上场时间
- PPG：场均得分
- APG：场均助攻
- RPG：场均篮板
- SPG：场均盗球
- BPG：场均盖帽